# لويد باربر
لويد باربر هو مدرس كندي، ولد في 8 مارس 1932 في ريجاينا في كندا، وتوفي في 16 سبتمبر 2011 في Regina Beach ‏ في كندا.